# Libia italiana
Libia fue una colonia del Reino de Italia que formaba parte del África Septentrional Italiana. Su capital era Trípoli.

## Historia
En las últimas décadas del siglo XIX las principales potencias europeas habían colonizado la casi totalidad del continente africano. La conferencia de Berlín de 1884, había organizado el reparto colonial de África, dejando lo que se consideraban las mejores zonas bajo el control de las potencias de primer orden. El Reino de Italia, que no gozaba de ese estatus, había quedado al margen de la repartición colonial

Crecimiento territorial de la Libia italiana:
1912: Obtenido del Imperio otomano
1915-1919: Dominado de forma efectiva por los italianos durante la Primera Guerra Mundial
1919: obtenido de la Argelia francesa y del África occidental francesa en virtud del Tratado de Versalles
1923: De jure del Imperio otomano; 1931: de facto de los sanusíes tras la conquista de Al Kufra
1926: Del Reino de Egipto en compensación por la participación italiana en la Primera Guerra Mundial
1934: Del Sudán anglo-egipcio en compensación por la participación italiana en la Primera Guerra Mundial
1935: Del África ecuatorial francesa en virtud del acuerdo franco-italiano de 1935 (sin ratificar), en compensación por la participación italiana en la Primera Guerra Mundial

Italia se procuró a sí misma un imperio colonial en el territorio libio invadiéndolo en 1912, aprovechando de este modo la proximidad con la península italiana y la debilidad del Imperio otomano. Libia había permanecido, hasta ese momento, y debido al desconocimiento de sus potenciales recursos por parte de las naciones coloniales europeas, bajo el control más o menos directo del Imperio otomano, sin tener mayor relevancia desde el punto de vista geoestratégico.
La presencia italiana se afianzó con la llegada al poder de Benito Mussolini en el Reino de Italia (1922), que emprendió una campaña de «pacificación» del territorio, buscando eliminar cualquier posible resistencia local y consolidar el régimen colonial italiano sobre las provincias libias. Sin embargo, esto trajo aparejado el incremento de los problemas derivados del régimen colonial. A pesar de la pobreza extrema de la mayor parte del territorio, el gobierno italiano intentó el asentamiento de colonos italianos, especialmente de campesinos procedentes de Sicilia y del Sur de Italia. 
Familias enteras viajaban en busca de un mejor porvenir, esperanzados por la promesa de recibir tierras gratuitas por parte del estado. Pero estas tierras no eran las mejores y a pesar de la cercanía con Italia, eran totalmente diferentes ya que eran en gran medida zonas desérticas o semidesérticas. Las tierras más aptas para el cultivo se encuentran en el litoral mediterráneo, por lo que las poblaciones nativas fueron desplazadas a la fuerza para dar sus tierras a los colonos. Esto provocó conflictos con la población autóctona, que terminaron en 1931, fecha en la que los beduinos sanusíes abandonaron la resistencia frente a los italianos. El jefe de los sanusíes era el jeque Muhammad Idris al-Senussi , que recibió el título de emir de Cirenaica con soberanía sobre el oasis de Cufra.

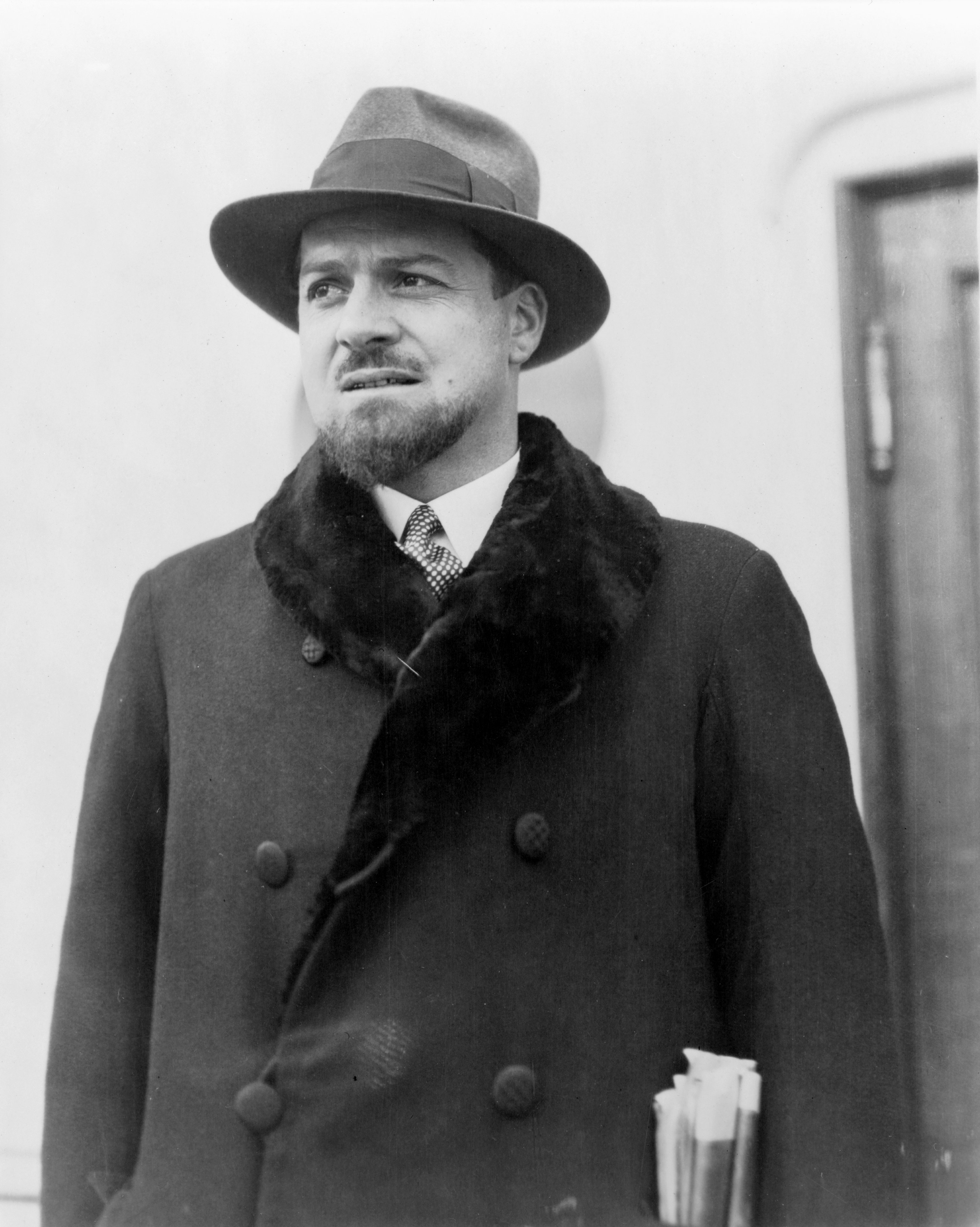
El gobernador Italo Balbo, el "creador" de Libia en 1934.

En 1934 el gobernador Italo Balbo unió las dos colonias italianas de Tripolitania y Cirenaica, creando la llamada Libia italiana, cuyos límites correspondían a la actual Libia (en 1935 le fue añadida la Franja de Aouzou). Balbo hizo prosperar a su colonia asentando muchos colonos italianos en villas y ciudades construidas para ellos: en 1938 y 1939 hizo llegar los llamados "Ventimilli", o sea 20.000 colonos italianos que se asentaron en varias docenas de nuevas colonias agrícolas.
En 1940 había casi 120.000 italianos en Libia, o sea el 13% del total de la población. Balbo creó nuevas pequeñas ciudades para el desarrollo agrícola del norte de Libia por parte de estos colonos italianos (y algunas también para los árabes locales).Los bizantinos nombraron gobernadores que impusieron asfixiantes impuestos para sufragar los gastos militares, mientras que las ciudades soportaban el coste de los ejércitos italianos. Con el inicio de las hostilidades entre el Reino de Italia y Reino Unido en junio de 1940. Balbo fue el único jefe fascista que se opuso a la alianza de Mussolini con Hitler y que se opuso también hasta su muerte accidental (por cierto dudosa para algunos), a la entrada en guerra de Italia.
Durante la Segunda Guerra Mundial, se libraron cruciales batallas en suelo libio, como la de Tobruk, que en gran medida decidieron la suerte de la guerra en su teatro europeo. Tras un ataque italiano al Reino de Egipto en 1940, los contraataques británicos requirieron la intervención de fuerzas alemanas. El famoso Afrika Korps, mandado por el general Rommel, combatió con los Italianos a los aliados dirigidos por Montgomery. En 1943 los Italo-alemanes fueron finalmente derrotados y las tropas del Eje expulsadas de la costa norteafricana. En el periodo post-bélico la mayor parte de Libia quedó bajo administración británica, salvo la zona de Fezzan, controlada por Francia.
En 1947 Italia se quedó sin colonias a causa del tratado de paz que puso fin a la Segunda Guerra Mundial y así perdió la Libia italiana. Para la comunidad italiana empezó un difícil periodo en que se redujo su consistencia considerablemente. En 1970 el entonces coronel libio Muammar al-Gaddafi expulsó a los últimos veinte mil italianos del país.

## División administrativa

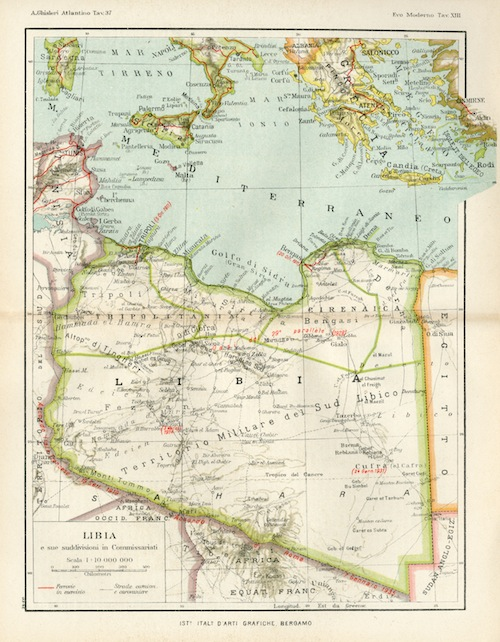
Provincias de la Libia Italiana en 1938

La Libia italiana fue dividida en cuatro provincias y un territorio militar:
- Provincia de Trípoli (capital Trípoli)
- Provincia de Misurata (capital Misrata)
- Provincia de Bengasi (capital Bengasi)
- Provincia de Derna (capital Derna)
- Territorio militar del Sur líbico

La capital administrativa de toda la Libia italiana, donde residía el gobernador, era Trípoli.
El norte de África ofrecía una zona de combate inmensa, pues el desierto de Libia se extendía a lo largo de miles de kilómetros de arena hasta Egipto, sin prácticamente obstáculos. Este casi ilimitado escenario permitía a las fuerzas mecanizadas poner en práctica combates. Tripoli y otras grandes ciudades fueron constantemente bombardeadas por los británicos tanto por aire como por agua, gracias a una fuerza aeronaval permanente en el Mediterráneo que los británicos no dejaban de alimentar para evitar la expansión del Eje en África. A ello se sumaba la presencia colonial de los británicos en Malta desde donde atacaban los barcos de la Marina británica.

## La comunidad italiana de Libia
La comunidad italiana en Libia fue pequeña inicialmente a causa de la guerrilla árabe entre 1912 y 1922. Con la llegada de Mussolini al poder empezó a crecer. 
| AÑO  | ITALIANOS | PORC.  | HAB. LIBIA | FUENTE                                                                                        |
| ---- | --------- | ------ | ---------- | --------------------------------------------------------------------------------------------- |
| 1936 | 112.600   | 13,26% | 848.600    | Enciclopedia Geografica Mondiale K-Z, De Agostini,1996                                        |
| 1939 | 108.419   | 12,37% | 876.563    | Guida Breve d'Italia Vol. III, C.T.I., 1939                                                   |
| 1962 | 35.000    | 2,1%   | 1.681.739  | Enciclopedia Motta, Vol. VIII, Motta Editore, 1969                                            |
| 1982 | 1.500     | 0,05%  | 2.856.000  | Atlante Geografico Universale, Fabbri Editori, 1988                                           |
| 2004 | 22.530    | 0,4%   | 5.631.585  | L'Aménagement Linguistique dans le Monde Archivado el 26 de abril de 2009 en Wayback Machine. |

Hay que notar que los 22.530 Italianos del 2004 son en su mayoría trabajadores de la industria petrolera [cita requerida]italiana con nacionalidad asiática, que son registrados por las autoridades libias como "Italianos". 
Después de la derrota italiana muchos Italianos emigraron de Libia. Los últimos 20.000 fueron expulsados en 1970.[cita requerida] Ahora quedan en Libia solamente unos pocos centenares de viejos colonos italianos, concentrados en Trípoli y Bengasi.

## Italianos de Libia importantes
- Franco Califano (1938)-(2013), cantante
- Emanuele Caracciolo (1912-1944), regista cinematográfico
- Claudio Gentile (1953), futbolista y entrenador
- Victor Magiar (1957), escritor
- Miriam Meghnagi, cantante
- Herbert Pagani (1944-1988), cantante
- Valentino Parlato (1931), periodista
- Gianni Pilo (1939), escritor
- Rossana Podestà (1934)-(2013), actriz cinematográfica
- Valeria Rossi (1973) , cantante
- Gabriele de Paolis (1924-1984), general del ejército italiano